# 凱文·拉姆
凱文·拉姆（英語：Kevin Rahm，1971年1月7日—）是美國的一位演員。他的著名作品包括在女法官艾米中飾演Kyle McCarty，在絕望的主婦中飾演Lee McDermott，以及在廣告狂人中飾演Ted Chaough。

## 外部連結
- Kevin Rahm在互联网电影资料库（IMDb）上的資料（英文）